# جامع خزام
جامع خزام هو جامع تاريخي يقع في محلة جامع خزام في الموصل قرب مسجد المحكمة، ويعود تأريخ بناءِه إلى عام 985هـ/1576م، وسمي الجامع بهذا الأسم نسبة إلى الشيخ محمد خزام الثاني بن نور الدين الصيادي الرفاعي، حيث أنهُ نزل في مدينة الموصل شاباً وكان ذا ثروة وجاه وتقوى، وبنى الجامع وأنفق عليهِ وبعد وفاتهِ دفن فيهِ، ولقد غلب اسم الجامع على اسم المحلة التي بني فيها وسميت بمحلة جامع خزام، وهو من مساجد العراق الأثرية، وتبلغ مساحتهُ حوالي 250 م2 ولهُ ثلاثة أبواب، وتم تعميره وصيانتهِ على يد حسن باشا والي الموصل في عام 1107هـ، ثم جدد الجامع على يد الحاج جرجيس الجلبي عبد آل وبنى فيهِ مدرسة، وبقيت القبة والمنارة على نفس مبناها الأولي ولم تفقد طابعها الأثري.

## تاريخ الجامع
بناه الشيخ نور الدين البصري ثم الموصلي حتى عرف في بداية الإنشاء بـجامع ( جامع النور )
ثم أكمله ابنه الشيخ محمد خزام الثاني.
للجامع سبيل خانة كتبت فوق باب غرفتها الآية ﴿فول وجهك شطر المسجد الحرام﴾.
في الجامع مدرسة دينية ( مدرسة جامع خزام ) لتدريس علم القراءات القرانية أسست سنة 1202 هـ/ 1787م وأعيد فتحها سنة 1427 هـ/ 2006م ويشرف عليها امام وخطيب الجامع.
ومن نشاطات المدرسة تدريس علم القراءات القرآنية واقامة الدورات والمسابقات القرانية في المدينة.
ومن أبرز العلماء الذين شغلوا منصب الإمامة والخطابة فيهِ:
- الشيخ محمد افق الحمدان.
- الشيخ توفيق الصمدي.

## الطراز المعماري
للجامع شاذروان للوضوء في وسط الفناء وفيه أربع جهات. ويعتبر (جامع خزام) من الجوامع النادرة التي حافظت على بنائها دون تغيير وعلى الطراز القديم. واعيد سنة 1432 هـ 2010 م السبيل خانة التي محي اثرها وجعلت اسفل المنارة للحفاظ على تاريخ الجامع وأصالته.